# وحید پالوچ
وحید پالوچ (انگلیسی: Vahid Paloch؛ زاده ۶ سپتامبر ۱۹۸۶) یک بازیکن فوتبال اهل ایران است.